# Viktor Kaplan
Viktor Kaplan (Mürzzuschlag, 27 de novembro de 1876 – Unterach am Attersee, 23 de agosto de 1934) foi um engenheiro austríaco, inventor da turbina Kaplan.

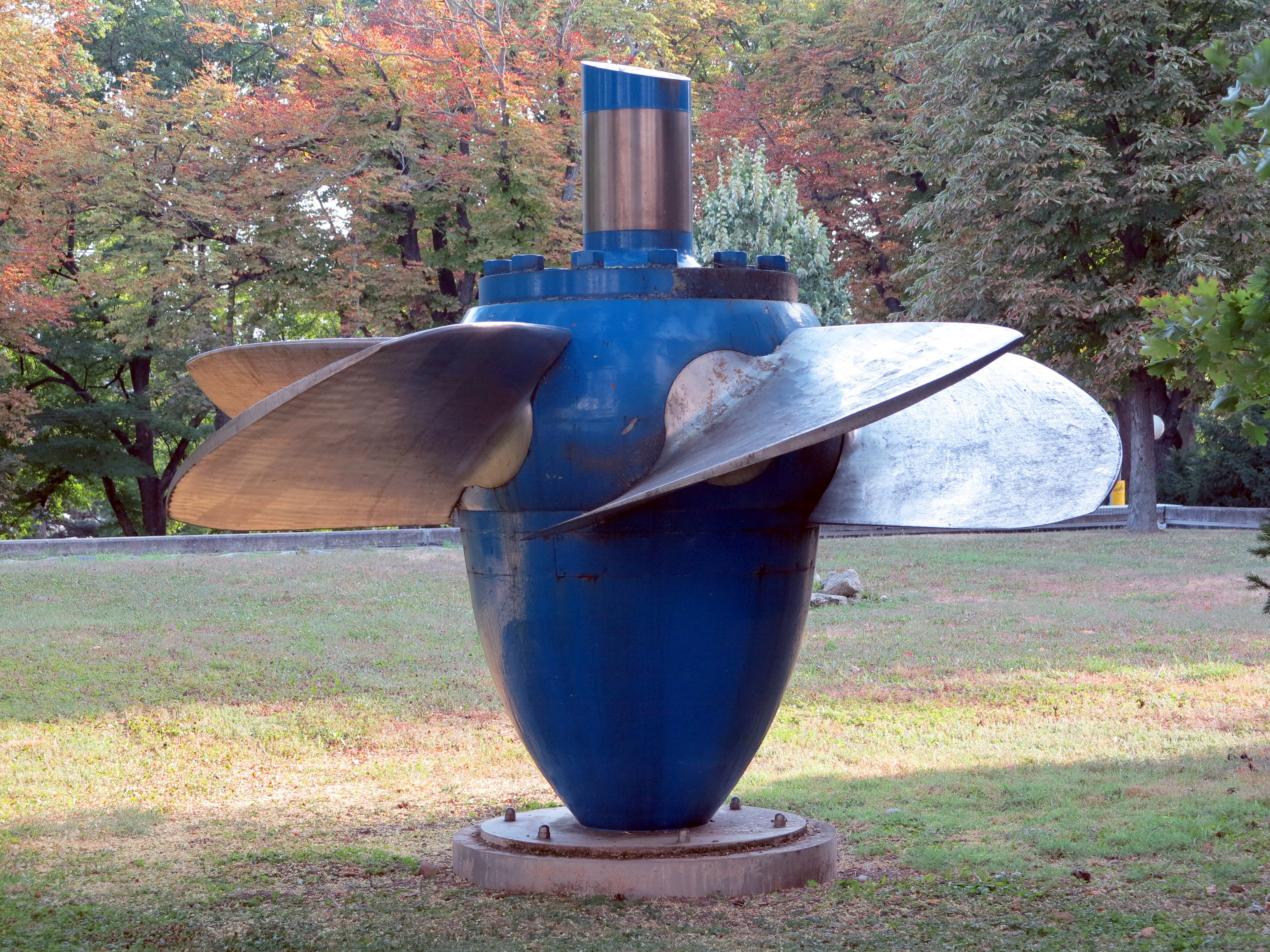
Turbina de Viktor Kaplan no Museu da Técnica de Viena

## Biografia
Kaplan nasceu em Mürzzuschlag, Áustria, em uma família de trabalhadores ferroviários. Graduado em engenharia civil pela Universidade Técnica de Viena, especializou-se em motores diesel. De 1900 a 1901 foi conscrito no serviço militar em Pula, Croácia.
Após trabalhar em Viena com uma especialização em motores, foi para a Universidade Técnica Alemã de Brno, a fim de realizar pesquisas no instituto de engenharia civil. Passou as próximas três décadas de sua vida em Brno. Em 1913 foi indicado chefe do instituto de turbinas hidráulicas.

## Obras
- Bau rationeller Francisturbinen-Laufräder und deren Schaufelformen für Schnell-, Normal- und Langsam-Läufer, Munique e Berlim, 1908
- Einrichtung und Versuchsergebnisse des Turbinenlaboratoriums an der Deutschen Technischen Hochschule in Brünn, Zeitschrift des Österreichischen Ingenieur- und Architekten-Vereins, Viena, 1912
- Wie die Kaplanturbine erstand, Wasserkraft-Jahrbuch 1925/26
- Theorie und Bau von Turbinen-Schnellläufern, com Alfred Lechner, Munique e Berlim, 1931 (2.ª Edição)